# 音羽くるみ
音羽くるみ（おとは くるみ、1985年8月5日 - ）は、日本のお菓子系アイドル。

## 来歴
東京都出身。シンガポール、マレーシアからの帰国生徒。血液型B型、特技は英会話、趣味は料理。将来の夢はアナウンサーである。
2003年末、『ベッピンスクール』12月号の巻頭下着グラビアでデビューし、翌2004年2月にファーストビデオを発売。デビュー時18歳と正統派お菓子系としてはやや遅いスタートであったが、どことなく幼い顔つきなど見た目年齢は非常に低く清楚で、大学生になってからの制服グラビアを15歳、16歳のモデルと比較しても年齢差が感じられないほど。
この容姿を逆手に取り、18歳未満のグラビアではほぼ不可能な生下着（下着風水着ではない本物の下着）の着用と、開脚など股間の食い込みを強調したポーズを中心にこなし、逆に年齢の高さを優位性にした。ただし「パンツは脱がないけどHな話はする、四つん這いにはなるけどパンツは脱がない、毛は生えているけど見せない」（写真集の撮影を担当した横山こうじの言）。下着グラビアでの大胆なポージングとは裏腹に直接的な露出については非常に慎重で、着エロをうたう2ndビデオでも手ブラが限度となっている。
なお、2005年以降は基本的に活動はみられない。

## 出演

### イメージビデオ
- PURE MIND 音羽くるみ（2004年2月29日、つくばテレビ）
- くるみナインティーン（2004年8月20日、竹書房）ISBN 4812417082（ISBNはDVDの場合）

### テレビ番組
- 音羽くるみの水着で英会話（エンタ!371）

### イベント
- DVD&写真集発売記念トーク&撮影会（2005年9月4日18:00〜19:30、ラムタラ秋葉原店内メイドカフェ「ラム」）
- Sweetie撮影会（2006年9月26日、芝公園）

## 書籍

### 写真集
- くるみナインティーン（2004年8月20日、竹書房）ISBN 4812417805 - 「毛穴まで見えちゃう」B4判の大型写真集。横山こうじ撮影。

### 雑誌
- ベッピンスクール 12月号（2003年11月15日、英知出版）
- ベッピンスクール 1月号（2003年12月16日、英知出版）
- CANDY BOX（2003年12月24日、英知出版）
- ベストビデオ vol.204（2004年1月1日、三和出版）
- ベッピンスクール 2月号（2004年1月16日、英知出版）
- ベッピンスクール 3月号（2004年2月17日、英知出版）
- スーパー写真塾 4月号（2004年2月22日、コアマガジン）
- ホイップ No.51 4月号（2004年2月27日、コアマガジン）
- COMICび〜た 4月号（2004年3月15日、若生出版）
- ベッピンスクール 4月号（2004年3月16日、英知出版）
- Chuッ 4月号（2004年3月17日、ワニマガジン社）
- ホイップ No.52 5月号（2004年3月27日、コアマガジン）
- Vコミック No.285（2004年4月1日、日本出版社）
- DVDデラデラ Vol.5 DVD DELUX 5月号別冊（2004年4月8日、MCプレス）
- ベッピンスクール 5月号（2004年4月16日、英知出版）
- Street SUGAR 7月号（2004年6月7日、サン出版）
- ベッピンスクール 7月号（2004年6月16日、英知出版）
- スーパー写真塾 8月号（2004年6月22日、コアマガジン）
- ベッピンスクール 8月号（2004年7月16日、英知出版）
- スーパー写真塾 9月号（2004年7月22日、コアマガジン）
- 別冊BUBKA 11月号（2004年9月16日、コアマガジン）
- ベッピンスクール 9月号（2004年8月17日、英知出版）
- コミックまぁるまん 10月号（2004年8月21日、ぶんか社）
- ホイップ No.57 10月号（2004年8月27日、コアマガジン）
- 海賊No.1 11月号（2004年9月17日、竹書房）
- コミック ザ・ベスト VOL.015（2004年8月10日、KKベストセラーズ）
- Vコミック No.291（2004年10月1日、日本出版社）
- クリーム 11月号（2004年10月7日、ワイレア出版）
- ホイップ No.59 12月号（2004年10月27日、コアマガジン） - カバーガール
- ベッピンスクール 11月号（2004年8月17日、英知出版）
- DVDデラデラ Vol.9 DVD DELUX 1月号別冊（2005年1月8日、MCプレス）
- GRACE（若生出版） - 表紙
- COMICび〜た ？月号（若生出版） - 表紙